# Бриенно
Бриенно (итал. Brienno) — коммуна в Италии, располагается в регионе Ломбардия, в провинции Комо.
Население составляет 424 человека (2008 г.), плотность населения составляет 47 чел./км². Занимает площадь 9 км². Почтовый индекс — 22010. Телефонный код — 031.
Покровителями коммуны почитаются святые мученики Назарий и Кельсий, празднование 28 июля.

## Демография
Динамика населения:

## Администрация коммуны
- Официальный сайт: http://www.comune.brienno.co.it